# Euphyllia yaeyamaensis
Euphyllia yaeyamaensis är en korallart som först beskrevs av Shirai 1980.  Euphyllia yaeyamaensis ingår i släktet Euphyllia och familjen Euphyllidae. IUCN kategoriserar arten globalt som nära hotad. Inga underarter finns listade i Catalogue of Life.